# Zbigniew Śliwiński (pianista)
Zbigniew Bogumił Śliwiński (ur. 18 kwietnia 1924 w Warszawie, zm. 16 listopada 2003 w Jędrzejewie) – polski pianista i pedagog muzyczny.

## Życiorys
W latach 1937–1940 uczył się prywatnie u Lecha Miklaszewskiego w Milanówku, następnie w czasie okupacji ukończył studia u Zofii Buckiewiczowej w konspiracyjnym Konserwatorium Warszawskim. Studiował u Bolesława Woytowicza w Państwowej Wyższej Szkole Muzycznej w Katowicach (1946–1949) oraz na studiach aspiranckich w Krakowie (1953–1956). Po 1945 roku był nauczycielem w szkołach muzycznych w Milanówku, Katowicach i Chorzowie, jednocześnie w latach 1946–1965 wykładał w Państwowej Wyższej Szkole Muzycznej w Katowicach. Od 1961 roku był wykładowcą Państwowej Wyższej Szkoły Muzycznej w Gdańsku, w 1965 roku otrzymał tytuł docenta, w 1975 roku profesora nadzwyczajnego, a w 1982 roku profesora zwyczajnego. Od 1965 roku kierował na tej uczelni katedrą fortepianu, a w latach 1982–1984 pełnił funkcję jej prorektora. W roku akademickim 1982/1983 wykładał gościnnie w Staatliche Hochschule für Musik w Sttutgarcie. Prowadził kursy mistrzowskie w Berlinie, Brnie, Dusznikach-Zdroju i Volterrze. Jego studentami byli Bogdan Czapiewski, Piotr Kusiewicz, Ewa Pobłocka, Jerzy Sulikowski czy Maciej Szymański.
Był jurorem IX (1975), X (1980) i XIII (1995) Międzynarodowego Konkursu Pianistycznego im. Fryderyka Chopina oraz Konkursu im. Ludwiga van Beethovena w Wiedniu (1977). Koncertował z najważniejszymi polskimi orkiestrami, dawał też recitale i występował w repertuarze kameralnym. Występował pod batutą m.in. Kazimierza Korda, Andrzeja Markowskiego, Antoniego Wita i Tadeusza Strugały. Dla Polskiego Radia dokonał nagrań utworów m.in. Fryderyka Chopina i W.A. Mozarta. Publikował prace z zakresu metodyki nauczania fortepianu i historii praktyki wykonawczej, był też autorem ponad 40 opracowań utworów fortepianowych o charakterze instruktywnym, wydanych przez Polskie Wydawnictwo Muzyczne.
Odznaczony został Krzyżem Kawalerskim (1976), Krzyżem Oficerskim (1984) i Krzyżem Komandorskim (1997) Orderu Odrodzenia Polski.